# Calyptothecium symphysodontoides
Calyptothecium symphysodontoides är en bladmossart som beskrevs av Hugh Neville Dixon och Potier de la Varde 1927. Calyptothecium symphysodontoides ingår i släktet Calyptothecium och familjen Pterobryaceae. Inga underarter finns listade i Catalogue of Life.